# LKAB

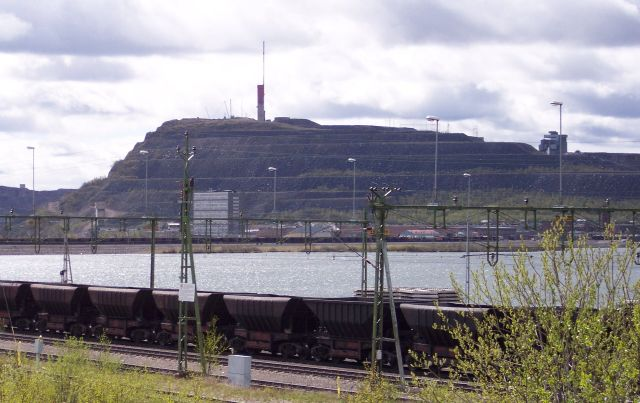
Kiruna – vagony na železnou rudu, v pozadí důl LKAB

LKAB je švédská státní společnost, která se zabývá těžbou a úpravou železné rudy a s tím souvisejícími aktivitami. Původní název firmy byl Luossavaara-Kiirunavaara Aktiebolag, ale v současnosti se již používá pouze zkratka LKAB. Sídlo společnosti je ve městě Luleå na pobřeží Botnického zálivu.

## Historie
Společnost byla založena v roce 1890 a tehdy byla plně v soukromém vlastnictví. Firma založila povrchový železnorudný důl u Kiruny. Současně ovšem řešila problém s dopravou rudy z této nehostinné severské oblasti do námořních přístavů. I díky vlivu této společnosti se brzy podařilo postavit trať zvanou Malmbanan (tj. rudná železnice), která spojila rudné doly u Kiruny a Malmbergetu s přístavem Luleå u Botnického zálivu a atlantickým přístavem Narvik.
V roce 1907 byla do LKAB začleněna společnost Aktiebolaget Gällivare Malmfält, která se zabývala těžbou rudy u Malmbergetu. Ve stejném roce získal minoritní podíl v LKAB švédský stát. Ten postupně vykupuje podíl jiných osob ve firmě a v roce 1976 se stává stoprocentním vlastníkem firmy.
V roce 1964 LKAB zahájila těžbu rudy u Svappavaary, ale už od poloviny 80. let 20. století byl v důsledku odbytových potíží zahájen útlum těžby v této lokalitě a v roce 1983 zde byla těžba zastavena zcela.
Ve Svappavaaře je stále v činnosti závod na zpracování železné rudy z Kiruny na železnorudné pelety. Další podobné závody jsou přímo v Kiruně a v Malmbergetu.
Rekordní těžby v rámci celé LKAB bylo dosaženo v roce 1974 množstvím 30,9 mil. tun. V dalších letech začal těžba významně klesat, což byl důsledek odbytové krize na světových trzích, která trvala až do poloviny 80. let 20. století. Po roce 2000 se roční těžba železné rudy ve všech švédských dolech LKAB pohybuje kolem 25 milionů tun za rok. Zhruba dvě třetiny tohoto množství se vytěží v Kiruně, takže se jedná o největší důl na světě s hlubinnou těžbou železné rudy.
Počátkem roku 2023 společnost oznámila nález největšího ložiska vzácných zemin v evropské historii. Při současném tempu povolování bude težba zahájena za více než 10 let.

## Divize společnosti
Společnost LKAB je v současnosti rozdělena na čtyři divize:
- Obchodní divize – zabývá se obchodem s železnou rudou
- Těžební divize – zabývá se nejen těžbou a úpravou železné rudy, ale provozuje také překladiště v přístavech Luleå a Narvik a prostřednictvím dceřiných firem MTAB a MTAS také železniční dopravu železné rudy do těchto přístavů
- Divize minerálů – prostřednictvím dceřiné firmy Minelco se zabývá těžbou a prodejem minerálů, zejména takových, které jsou potřeba pro úpravu a obohacování železné rudy; firma těží např. olivín, či slídu aj.
- Speciální záležitosti – tato divize se prostřednictvím dceřiných firem zabývá zejména výrobou strojů a zařízení pro svou těžební divizi